# Trafford Park

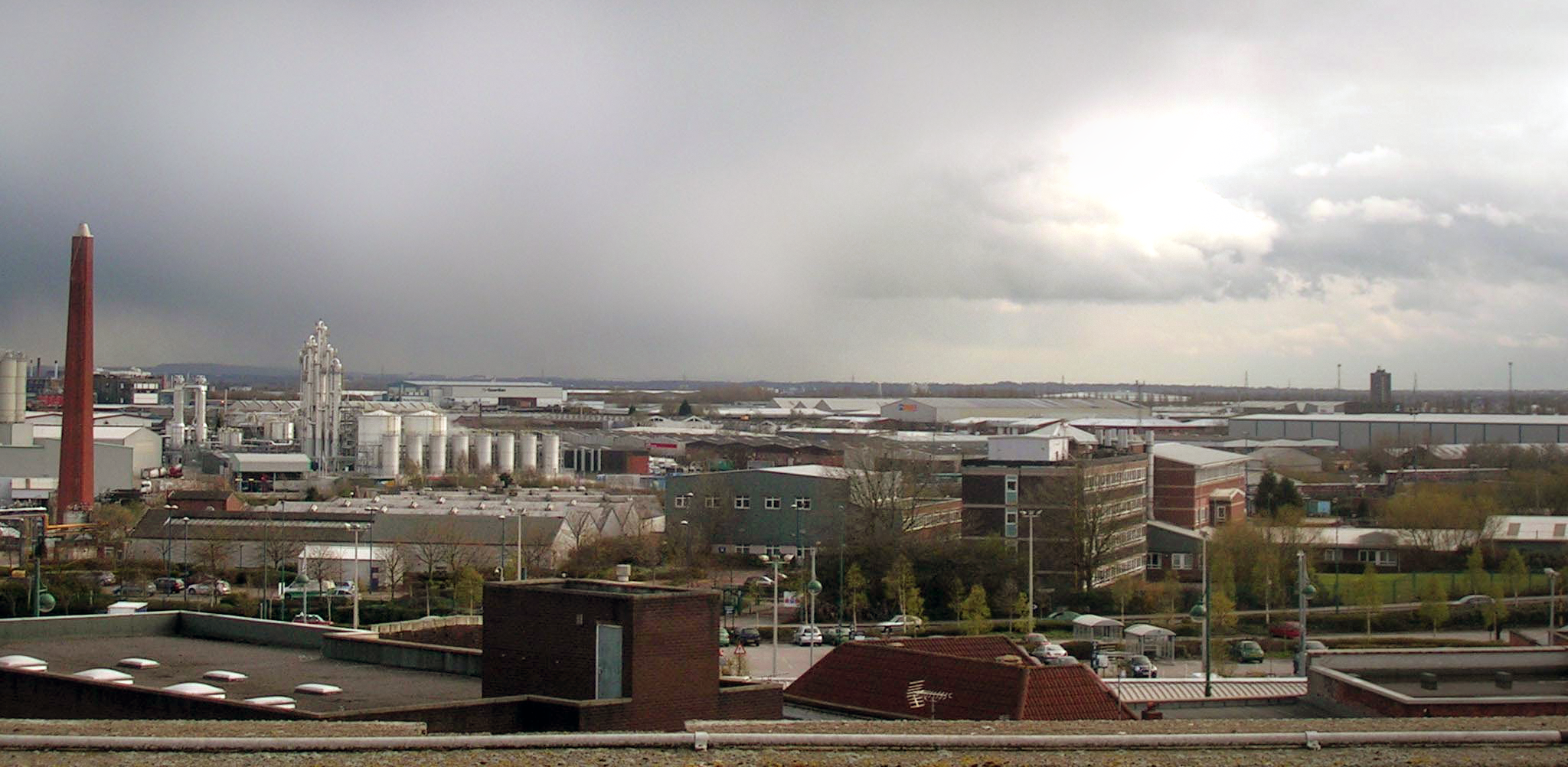
Trafford park vu de Eccles

Trafford Park est un quartier de Trafford, dans le Grand Manchester, en Angleterre. Il fait face à Salford Quays, au sud du canal maritime de Manchester, et est situé à 5,5 km au sud-ouest du centre-ville de Manchester et 2,1 km au nord de Stretford. Jusqu'à la fin du XIXe siècle, c'est là que se trouve la maison d'origine de la famille Trafford, qui est ensuite vendue à l'entrepreneur Ernest Terah Hooley en 1896. S'étalant sur une surface de 12 km², c'était le premier parc industriel du monde et reste la plus vaste en Europe.
Trafford Park est presque complètement entouré par de l'eau. Le Bridgewater Canal en forme les limites sud-est et sud-ouest, et le  canal maritime de Manchester, qui ouvre en 1894, en est la frontière nord-est et nord-ouest. Hooley souhaitait développer le transport maritime dans le quartier, mais le canal met longtemps avant d'attendre le trafic escompté, et c'est pourquoi les premiers temps le parc est utilisé pour des activités de loisir comme le golf ou le polo. La British Westinghouse est la première entreprise majeure à s'y installer, et en 1903 elle emploie la moitié des 12 000 travailleurs du parc. 
Trafford Park est intimement lié aux usines MetroVick, un fournisseur important de matériel au cours des deux guerres mondiales, qui produit le moteur Rolls-Royce Merlin utilisé par le Spitfire et le Lancaster. En 1945, jusqu'à 75 000 ouvriers travaillent dans le parc. Ce nombre commence à décliner au cours des années 1960 à la suite de certaines délocalisations. On compte 50 000 travailleurs en 1967, et le déclin se poursuit tout au long des années 1970, et s'accélère même, les bateaux modernes étant trop larges pour passer par le canal. On ne compte plus que 15 000 ouvriers en 1976, et l'activité industrielle disparait pratiquement du parc dans les années 1980.
En 1961, le cosmonaute russe Youri Gagarine était l'hôte de l'usine de Trafford Park à l'occasion de son passage à Manchester.
Le Trafford Park Urban Development Corporation, créé en 1987, a renversé la tendance. Durant les 11 années de son existence, le parc attire 1 000 entreprises, créant 28 299 nouveaux emplois et générant 1,759 milliard de livres sterling d'investissements privés. En 2008 1 400 entreprises sont implantées dans le parc, employant approximativement 35 000 personnes.